# Poursuite de projection
La poursuite de projection est une méthode d'analyse des données multivariées qui relève des statistiques.

## Historique
La poursuite de projection a été initialement proposée par Jerome H. Friedman et John Tukey en 1974.

## Description
La poursuite de projection consiste à rechercher un sous-espace dans lequel un indice de projection est maximisé. Cet indice visait originellement à trouver des directions intéressantes pour la représentation des données. Ces directions sont, par exemple, celles qui dévient le plus de la distribution normale. Divers critères de non-gaussianité peuvent être définis.
L'idée d'un algorithme consiste à exprimer les données selon un premier axe où les données sont bien représentées (au sens du critère précédemment défini) puis à faire de même avec le résidu des données sur un nouvel axe et poursuivre itérativement.